# مایکوپلاسما ژنیتالیوم

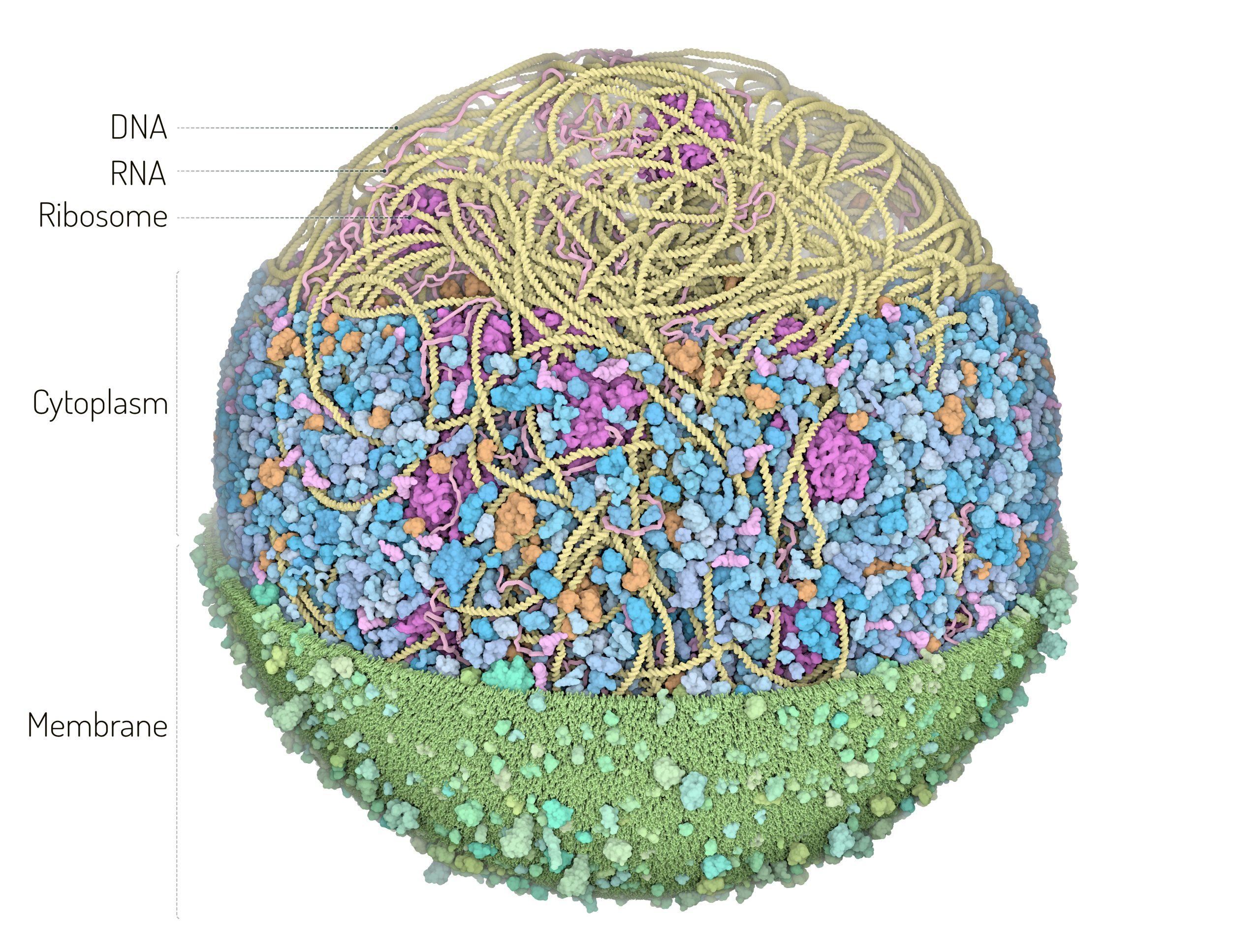
مدل سه‌بعدی از مایکوپلاسما ژنیتالیوم.دو صفحه برش به تدریج بخش‌هایی از مدل را پنهان می‌کنند. بخش بالایی، ریبوزوم‌ها (سرخابی)، رشته‌های DNA (زرد) و mRNA (صورتی) را برجسته می‌کند؛ بخش مرکزی، نوکلئوئید باکتریایی را در زمینه ماکرومولکول‌های محلول نشان می‌دهد (پروتئین‌های متصل شونده به DNA به رنگ نارنجی، پروتئین‌های سیتوپلاسمی به رنگ آبی روشن، tRNAها به رنگ صورتی روشن)؛ بخش پایینی، غشای سلولی (خاکستری/سبز) را به همراه پروتئین‌های غشایی مرتبط (سایه‌های سبز) نشان می‌دهد.

مایکوپلاسما نام یک نوع از باکتری ها است که بر خلاف بسیاری از باکتری های دیگر بر روی غشاء خود دیوارهٔ سلولی ندارند. نداشتن دیواره سلولی باعث مقاوم شدن این باکتری‌ها در برابر آنتی‌بیوتیک های مؤثر بر دیواره مانند پنی سیلین‌ها می‌شود.

## بیماری زایی
در زنان مبتلا به واژینوز باکتریال و بیماری التهابی لگن باکتری مایکوپلاسما ژنیتالیوم یافت شده است و مشخص شد که این باکتری باعث عفونت های تناسلی در زنان می‌شود. این باکتری همچنین می‌تواند باعث افزایش ریسک زایمان زودرس، ناباروری، سقط جنین و عفونت گردن رحم شود و با ابتلای زنان به سرطان های اعضای تناسلی مرتبط می باشد.